# 維爾納 (加利福尼亞州)
韋納（英語：Werner）是位於美國加利福尼亞州康特拉科斯塔縣的一個非建制地區。該地的面積和人口皆未知。

## 地理
韋納的座標為37°56′26″N 121°36′33″W / 37.94056°N 121.60917°W，而該地的平均海拔高度為2米（即7英尺）。